# Tom Sawyer (2000)
Tom Sawyer é um filme de animação estadunidense de 2000, feito diretamente para vídeo. O roteiro é inspirado no livro The Adventures of Tom Sawyer. O filme foi dirigido por Paul Sabella e codirigido por Phil Mendez.

## Recepção
O agregador de críticas Rotten Tomatoes não possui uma média calculada de avaliações profissionais, mas indica que 68% do público deu avaliação positiva. Harlene Ellin, no Chicago Tribune, fez uma crítica negativa, dizendo que "[o filme] se afastou demais de Twain".